# Liste der Baudenkmäler in Coburg/J
Dieser Teil der Liste der Denkmäler in Coburg beschreibt die denkmalgeschützten Objekte in folgenden Coburger Straßen und Plätzen:
- Jean-Paul-Weg
- Judenberg
- Judengasse

## Jean-Paul-Weg
| Adresse Bezeichnung Akten-Nr.                          | Beschreibung | Foto |
| ------------------------------------------------------ | --- | ---- |
| Jean-Paul-Weg (Lage)                                   | Der Jean-Paul-Weg wurde 1925 im Zuge der Erschließung des Hutgeländes mit dem Baumschulenweg und der Draesekestraße vom Baumschulenweg zum Johanneskirchplatz angelegt. Namensgeber ist der Dichter Jean Paul, der von 1803 bis 1804 in Coburg lebte. |      |
| Jean-Paul-Weg 1–4 (Standort) Wohnhäuser D-4-63-000-671 | Als Einfamiliengebäude für fünf Staatsbeamte entstand 1926/1927 das Ensemble aus drei Häusern im Heimatstil am Hang zwischen Baumschulenweg und Jean-Paul-Weg. Der traufständige zweigeschossige Mittelbau mit Walmdach, drei Eingängen und sechs Fensterachsen im Obergeschoss wird vorgesetzt flankiert von zwei pavillonähnlichen Gebäuden mit Zeltdächern, zwei Geschossen mit zwei Fensterachsen und mittleren Hausgauben. Die drei Gebäude, von denen die beiden äußeren jeweils von einer Familie, der Mittelbau von drei Familien bewohnt werden, umschließen einen nach Südosten geöffneten, terrassenartigen Innenhof mit vorgelagerten Kleingärten. Die Häuser wurden um 1950 und besonders 1974–1978 modernisiert, wobei die ursprünglichen Sprossenfenster durch Einscheibenfenster ersetzt wurden. 1995 erhielt das Obergeschoss von Haus Nr. 5 einen Balkon. |      |

## Judenberg
| Adresse          | Beschreibung | Foto |
| ---------------- | --- | ---- |
| Judenberg (Lage) | Die Häuserzeile wurde 1905 nach einer Planung von Friedrich Christ als regelmäßige Reihung von Einzel- und Doppelwohnhäusern gebaut. Die Kleinwohnhäuser sind als traufständige Ziegelbauten mit mittigem Zwerchgiebel gestaltet. |      |

## Judengasse
| Adresse           | Beschreibung | Foto |
| ----------------- | --- | ---- |
| Judengasse (Lage) | Die älteste Bezeichnung Judengasse für den Straßenabschnitt vom Markt bis zum Inneren Judentor wird auf 1396 datiert. Der Abschnitt vom Inneren bis zum Äußeren Judentor hieß Am Judentor. Die Verbreiterung an der Einmündung von Webergasse und Walkmühlgasse hieß Platz vor dem Judentor. Den Abschnitt vom Äußeren Judentor bis zur Judenbrücke nannte man Außerhalb des Judentores. Seit 1875 sind diese fünf Abschnitte einheitlich als Judengasse zusammengefasst. Der innere Abschnitt zwischen Markt und Judentor ist größtenteils mit repräsentativen, dreigeschossigen, traufseitigen Bürgerhäusern bebaut. Der äußere Abschnitt bis zum Äußeren Judentor (bei Judengasse 50) gehörte zur westlichen Vorstadt. Hier sind noch etliche zweigeschossige, traufseitige Häuser des 18./19. Jahrhunderts vorhanden. |      |

| Adresse Bezeichnung Akten-Nr.                                                            | Beschreibung | Foto |
| ---------------------------------------------------------------------------------------- | --- | ---- |
| Judengasse (Standort) Judenbrücke D-4-63-000-181                                         | Die Judenbrücke ist eine gemauerte Bogenbrücke, die mit drei Öffnungen die Itz überspannt. Das heutige Bauwerk wurde 1783 an der engsten Stelle der Itz als Ersatz für eine Holzbrücke errichtet. Die Baumaßnahme führten der Holzbaumeister Johann Michael Roeder und der Steinbaumeister Meier durch. In den folgenden Jahrhunderten erfuhr das Bauwerk mehrere Umbaumaßnahmen zur Verstärkung der Konstruktion und dient heute noch als Straßenbrücke für den Anliegerverkehr. |      |
| Judengasse (Standort) Judentor D-4-63-000-182                                            | Der im frühen 13. Jahrhundert erbaute und 1321 erstmals als Judentor erwähnte Torturm mit spitzbogiger Durchfahrt zum inneren Befestigungsring bildete den Teil einer Doppeltoranlage im Zuge der Stadtbefestigung. 1721 erhielt das Tor die heutige welsche Haube mit Laterne. 1776–1782 wurde mit dem Abbruch der Stadtmauer und Auffüllung des Stadtgrabens das Vortor entfernt und das Judentor freigestellt. Am 7. Dezember 1938 kam es zur Umbenennung in Marktgasse, die 1945 wieder rückgängig gemacht wurde. |      |
| Judengasse 1 (Standort) Wohn- und Geschäftshaus D-4-63-000-158                           | 1864 erhielt das um 1600 erbaute dreigeschossige Traufseithaus für den Fabrikanten und Webermeister Peter Kammerzell eine Fassadenumgestaltung, bei der die Symmetrie der drei großen Rundbogenöffnungen im Erdgeschoss in den Obergeschossen mit zweimal drei Fensterachsen fortgeführt wurde. Auch die drei breiten Schleppgauben im Satteldach folgen dieser Gliederung. 1901 wurden diese Geschossteilung sowie das Motiv der durchgehenden Fensterbänke auf gleicher Höhe und mit gleichen Profilen beim Nachbarhaus Nr. 1a aufgenommen. Einige Umbauten im 20. Jahrhundert betrafen nur das Innere des Hauses. Die Fassade blieb unverändert. |      |
| Judengasse 1a (Standort) Wohn- und Geschäftshaus D-4-63-000-673                          | Um 1600 begann die Baugeschichte des dreigeschossigen, traufständigen Wohn- und Geschäftshauses. 1843 wurde es rückwärtig mit dem Gasthaus Zum grünen Baum am Markt 4 verbunden, um dieses zu vergrößern. Eine dritte Rundbogentür in der Fassadenmitte ließ Gastwirt Heinrich Eduard Hartdegen 1864 einbauen. 1901 führte Carl Kleemann auf Veranlassung des Kaufmanns Friedrich Hahn einige Umbauten durch, die Fassade wurde verändert, Dachgauben wurden eingebaut, der Laden wurde vergrößert. Uhrmachermeister Fritz Koch ließ 1942 den Laden erneut umbauen. In den Jahren 1960, 1965, 1975 und 1989 wurden weitere Fassadenumgestaltungen vorgenommen, die das heutige Erscheinungsbild mit der nach links versetzten Eingangstür und den modernen Schaufenstern ausmachen. Die Anordnung der Fenster in den Obergeschossen und das leicht vorkragende zweite Obergeschoss lassen eine verputzte Fachwerkkonstruktion vermuten. Drei stehende, weit hinter die profilierte und vorstehende Traufe zurücktretende Gauben mit Pilastereinfassung gliedern das Dach. Die mittlere Gaube ist zweiachsig ausgeführt und trägt einen Dreiecksgiebel. |      |
| Judengasse 2 (Standort) Wohn- und Geschäftshaus, ehemaliges Residenz-Café D-4-63-000-159 | Das Haus wurde 1572 neu errichtet und nach Erneuerung des Obergeschosses Anfang des 18. Jahrhunderts als „neues Haus mit drei Stockwerken, sechs Stuben, einem Gewölbe, einem Keller und einem kleinen Stall“ aufgeführt. 1860 veranlasste der Eigentümer den Einbau eines Ladens an der rechten Seite. 1912 wurde im Erdgeschoss ein kleines Kino eingebaut. 1922 zog das Residenz-Café in das Erdgeschoss, das später als Tanzlokal geführt wurde. 1967 entstand anstelle des Ladens Coburgs erste Pizzeria. 1986 erfolgte der Einbau eines Restaurants an Stelle des Tanzlokals. 2005 folgte ein Spielsalon als Nutzung. Der ursprüngliche Renaissancecharakter des dreigeschossigen, traufständigen Satteldachhauses findet sich heute nur noch im Erdgeschoss und im Kastenerker des ersten Obergeschosses. Eine Überputzung der Fassade und die ohne Unterteilung gereihten Fenster in den Obergeschossen verbergen ein Fachwerk. In der Mitte des Erdgeschosses aus Sandsteinquadern befindet sich ein rundbogiges Sitznischenportal, in das zwei Nischen mit Wasserbecken eingefügt sind. |      |
| Judengasse 3 (Standort) Wohn- und Geschäftshaus D-4-63-000-160                           | Die Bauzeit des Vorderhauses wird mit der zweiten Hälfte des 16. Jahrhunderts angenommen, während das Rückgebäude sicher vor 1600 entstand. 1660 erwarb August Carpzov das Anwesen als Stadtresidenz, in der er 1683 starb. Zahlreiche Eingriffe kennzeichnen die jüngere Baugeschichte des dreigeschossigen Renaissance-Traufseithauses: 1871 tauschte man auf der rechten Fassadenseite zwei rechteckige Fenster gegen zwei Rundbogentüren aus, 1876 wurde das Dachgeschoss durch den Einbau von drei zweiachsigen Dachgauben vergrößert und 1902 baute man an der linken Seite des zweiten Obergeschosses ein weiteres Fenster ein. 1969 zog in Erd- und Kellergeschoss eine Apotheke. In den Jahren 1990 bis 1995 erfolgte die Einrichtung zweier Arztpraxen mit Wohnungen im Rückgebäude. Der mittig angeordnete Rechteckerker über Pfeilervorlage und Konsole teilt die Fassade in zwei zwei-, links oben dreiachsige Hälften. Auf Umgestaltungen im späten 18. Jahrhundert deuten die Festons unter den Fenstern im zweiten Obergeschoss. Profilgesimse und eine über dem Erker vorspringende Traufe gliedern die Fassade horizontal. |      |
| Judengasse 4 (Standort) Wohn- und Geschäftshaus, ehem. Thüringer Hof D-4-63-000-161      | Die Entstehung dieses vierachsigen Traufseitenhauses mit Satteldach wird, wie bei den Nachbargebäuden, im 16. Jahrhundert vermutet. Im Erdgeschoss des ursprünglich eingeschossigen Hauses soll sich bereits damals eine Gaststätte befunden haben, in der sich Martin Luther während seines Aufenthalts auf der Veste Coburg aufgehalten haben soll. Nachdem 1883 das Haus für den Pfarrer Heinrich Prediger umgebaut und aufgestockt worden war, zog dieser in das zweite Obergeschoss, während der Rest des Gebäudes zum Hotel Thüringer Hof mit Gastraum im Erdgeschoss und Fremdenzimmern im ersten Stock umgewandelt wurde. Weitere Umbauten des Hotels in den Jahren 1906 bis 1908 gipfelten 1920 in der Schließung der Gaststube zugunsten eines Ladens. 1976 bis 1978 schließlich erfolgte auch die Umwandlung der 25 verbliebenen Gästezimmer in acht Appartementwohnungen unter Einbeziehung eines neuen Rückgebäudes. Im Zuge dieser Arbeiten änderte man die Erdgeschossfassade in vier Rundbogenarkaden. Seit dem Umbau 1883 zum Hotel Thüringer Hof zeigte sich die Fassade zur Straßenseite hin in neuklassizistischem Stil, was sich heute jedoch nur noch in der konsequenten Symmetrie der vier Rundbogenarkaden im Erdgeschoss zeigt. Von diesem ist das erste Obergeschoss durch ein durchgehendes Brüstungsgesims getrennt. |      |
| Judengasse 5 (Standort) Wohn- und Geschäftshaus D-4-63-000-162                           | Im Jahr 1896 errichtete der Baumeister Johannes Köhler für den Brauereibesitzer Anton Sturm das Gebäude. Im Erdgeschoss bestand in den folgenden Jahrzehnten eine Gastwirtschaft, die 1923 der Bezirks-Consumverein um einen Saalbau erweiterte. In den 1960er Jahren folgte der Umbau der Wirtschaft zu einer Spielhalle und die Nutzung des Saalbaus als Supermarkt. 1993 musste der Saalbau der Schaffung eines Parkplatzes weichen. Das im Mischstil von Spätmanierismus und Spätrenaissance errichtete Wohngeschäftshaus zeigt in die beiden Obergeschossen mit einer Ziegelbauweise mit Sandsteingliederungen den ursprünglichen Charakter des Bauwerks, dessen Fassade in vier Abschnitte geteilt ist. Kartuschen und Laubwerk zieren die Fensterbrüstungen des ersten Obergeschosses, deren Rahmen auf Volutenfüßen stehen, während die Fensterbedachung von über Profilstürzen eingezogenen Bögen gebildet werden. Zweites und erstes Obergeschoss trennt ein um die Fensterbrüstungen verkröpftes Band. Bemerkenswert ist die nach rechts aus der Mittelachse gerückte Ziergaube, die durch Volutenstützen und Halbsäulen gegliedert ist. |      |
| Judengasse 6 (Standort) Wohn- und Geschäftshaus D-4-63-000-163                           | Der Hofbuchdruckmeister Carl Friedrich Dietz kaufte 1830 das dreigeschossige Walmdachhaus aus dem 18. oder 19. Jahrhundert und ließ 1863 eine breite Eingangstür mit Stichbogen anstelle des ursprünglichen spitzbogigen Fensters auf der rechten Seite einbauen. 1885 ließ Hofdruckereibesitzer Ernst Dietz durch Zimmermeister Tobias Frommann eine Fassadenänderung durchführen und durch Bernhard Brockardt einen Frisörsalon einbauen. Für Sattlermeister Hermann Herzog wurden 1912 im Erdgeschoss zwei Läden eingebaut. Den Eingang im Erdgeschoss zum Laden verlegte man hierfür in die Mitte, flankiert von zwei Schaufenstern und rechts von zwei Eingängen zum Haus. Die Schaufensterunterteilung musste 1958 durchgehenden Glasscheiben weichen. 1992 renovierte man das Dach und die Fassade. Ein Profilband trennt das Erdgeschoss mit den modernen Ladeneinbauten vom ersten Obergeschoss. Darüber teilen sie die Fassade in zweimal vier Fenster. Die gleiche Fensteraufteilung wiederholt sich im zweiten Obergeschoss in Fachwerkkonstruktion, jedoch ohne Pilaster. Die Dachgauben sind optisch wenig wirksam, da sie weit hinter die vorspringende Traufe zurücktreten. |      |
| Judengasse 7 (Standort) Bäckerei D-4-63-000-164                                          | Dieses, im Vergleich zum Nachbarhaus niedrige Gebäude, ist das einzige in der Judengasse, das fast ursprünglich aus der Bausubstanz der Häuser aus dem 16. Jahrhundert erhalten blieb. Der zweigeschossige traufständige Satteldachbau zeigt mit seinen fünf zu zwei Achsen des Obergeschosses, die auch im Erdgeschoss nach dem Einbau einer Bäckerei mit Backstube für Bäckermeister Stephan Schmidt anstelle einer früheren Metzgerei erhalten sind, mit dem Vorspringen des Obergeschosses, dass der verputzte Oberbau in Fachwerk über massivem Erdgeschoss aufgeführt wurde. |      |
| Judengasse 8 (Standort) Wohn- und Geschäftshaus D-4-63-000-165                           | 1702 gab es in den städtischen Annalen eine Bemerkung, dass das Haus des Sekretärs Heinrich Pertes zu weit in die Straße vorgerückt sei. In der Tat ragt es aus der Baulinie noch heute leicht vor. 1730, bereits im Besitz des Kapitänleutnants Weißensee, wird es als Haus mit fünf Stuben, zwei Kellern und einem Stall beschrieben. Der Traufseitbau mit Satteldach, der also um 1700 entstanden ist, hat sechs Fensterachsen. Vier davon sind rechts durch ein Brüstungsgesims zusammengezogen. Das Obergeschoss ist über dem massiven Erdgeschoss in Fachwerk aufgeführt. 1867 wurde das Erdgeschoss erstmals umgebaut. Die ursprünglich stichbogigen Eingänge entfernte man und baute zwei neue Eingängen und vier Schaufenster ein. 1912 zog das Galanterie- und Kurzwarengeschäft Ferdinand Schmidt in das Erdgeschoss ein, vergrößerte den Laden und ließ die Schaufensteranlage erneut umgestalten. 1956 wurden Laden und Schaufensteranlage nochmals umgebaut. 1960 erfolgte der Umbau der Wohnung im ersten Obergeschoss und die Fenstererneuerung in allen Geschossen. 1987 und 1991 renovierte man die Fassade und die Innenräume. |      |
| Judengasse 9 (Standort) Wohn- und Geschäftshaus D-4-63-000-166                           | Die Bezeichnung 1565 an der Traufseite des dreigeschossigen Hauses zwischen Metzgergasse und Judentor weist auf das tatsächliche Baujahr hin. Auch der dreigeschossige Seitenflügel zur Metzgergasse stammt aus dem 16. Jahrhundert. Das Haupthaus mit zweiachsigem Obergeschosserker trägt ein für Lagerzwecke geeignetes hohes, steiles Satteldach und bezieht nach Nordwesten hin die ehemalige Stadtmauer ein. Das Haus, in dem man den Standort der frühesten Coburger Synagoge vermutet, erfuhr 1858 eine erste bedeutende Umgestaltung durch den Einbau eines Ladengeschäfts im Erdgeschoss für den Tuchmacher Christian Kammerzell. 18 Jahre später versetzte man den Hauseingang in Richtung Judentor in einen zwischen Haupthaus und Stadtmauer eingefügten Eingangsvorbau, der bis 1910 mehrfach erweitert und aufgestockt wurde. Dabei wurde auch die Stadtmauer für ein Fenster durchbrochen. Umbauten 1898 und 1984–1986 an der Fassade lassen diese seither weitgehend einheitlich erscheinen. Während sich das Erdgeschoss durch ein um den Erker verkröpftes umlaufendes Kehlprofil von den Obergeschossen absetzt; findet das profilierte Traufgesims auf der Giebelseite keine Fortsetzung. |      |
| Judengasse 10 (Standort) Gasthaus Goldener Hirsch D-4-63-000-167                         | Das dreigeschossige Traufseithaus stammt im Kern aus dem frühen 16. Jahrhundert, denn es wurde bereits 1508 als Beckenhaus (von Bäckern bewohntes Haus) mit drei Stockwerken, vier Stuben, einem Keller und einem Stall beschrieben. Spätestens seit 1737 befand sich im Erdgeschoss des Hauses die Wirtsstube Zum Goldenen Hirsch und in den Obergeschossen das Logierhaus Zum Weißen Ross. Nachdem der Wirt Adolf Joch, der 1739 die Erlaubnis zum Hausbrauen und zur Hausschlachtung erhielt, beide Einrichtungen übernommen hatte, nannte er das Gasthaus einheitlich Zum Goldenen Hirsch. 1879 verlegte man die Schankstube in das neu errichtete Hinterhaus (heute Mauer 2 a), um im Vorderhaus Platz für einen Laden zu gewinnen, der auch eine Fassadenänderung notwendig machte. Nur sechs Jahre später wurde das Ladengeschäft geschlossen und die Gastwirtschaft wieder zur Straße hin verlegt. 1957 änderte man die Erdgeschossfassade erneut. Die über dem massiven Erdgeschoss in Fachwerk mit Überständen ausgeführten Obergeschosse mit fünf Fensterachsen aus dem späten 18. Jahrhundert sind verputzt und mit Profilrahmen und Schürzen versehen. Im rechten Teil des Erdgeschosses befindet sich der Hauseingang, im linken das große Fenster der Gaststube. Zusammen mit einem beachtenswerten Wirtshausausleger mit goldenem Hirschen, bayerischem Rautenwappen und Laterne entstand 1920 in der Gaststube eine Ausmalung des Coburger Künstlers Norman Meyer mit Genreszenen um Wein und Gambrinus. |      |
| Judengasse 12 (Standort) Wohn- und Geschäftshaus D-4-63-000-168                          | An der Ecke zur Mauer steht das dreigeschossige Fachwerkhaus, das 1685 als altes Haus mit drei Stöcken, vier Stuben, einem Keller und einem Stall„“ beschrieben wurde. 1830 bis 1857 ließ der Schreinermeister Friedrich Alexander Schuster zusätzliche Fenster an beiden Straßenseiten und eine Werkstatt im Rückgebäude einbauen. 1874 wurde die Eingangsfront verändert und 1950 das zeitweilig verblendete Fachwerk wieder freigelegt, wobei der links angeordnete Doppelgeschosserker, der auf Knaggen ruht, wieder voll zur Geltung kam. Bemerkenswert sind die Fachwerkteilungen der Brüstungen des zweiten Obergeschosses, die eine Kombination aus Andreaskreuz und vierstrahligem Stern darstellen. Fenster-, Geschoss- und Traufhöhe sowie Dachneigung übernimmt das Haus vom Nachbarhaus 10, ohne jedoch dessen übereinander liegende Gaubenkonstruktion aufzugreifen. |      |
| Judengasse 15 (Standort) Wohn- und Geschäftshaus D-4-63-000-169                          | Bei dem 1700 als „Mittelbau mit zwei Stockwerken, zwei Stuben und einem Keller“ beschriebenen Haus Nr. 15 fällt besonders das Profilgesims zwischen erstem und zweitem Obergeschoss sowie die weit vorspringende Traufe, über der sich eine etwas überdimensionierte Hausgaube mit zwei Fensterachsen befindet, auf. Die seltsame Proportion rührt aus einem 1863 erfolgten Giebelumbau, bei dem Hofblechschmiedemeister Ernst Spanaus das ursprünglich zweigeschossige giebelständige Haus in ein traufständiges mit drei Geschossen umbauen ließ. Zwei Jahre zuvor hatte Spanaus im Erdgeschoss einen Laden einbauen und dafür dessen Fassade ändern lassen. Die Fachwerkobergeschosse wurden ebenfalls in dieser Zeit verputzt. Der Fellhändler August Schwamm benutzte als Werkstatt den rückwärtigen Schuppen, den er 1924 aufstocken ließ, um einen Raum zum Trocknen der Häute zu haben. |      |
| Judengasse 17 (Standort) Wohn- und Geschäftshaus D-4-63-000-170                          | Bereits außerhalb der Stadtmauer errichtete der Wollweber Hans Erwein 1532 das Ursprungshaus mit „zwei Stockwerken, zwei Stuben und einem Keller“ an dieser Stelle. Im Laufe des 18. Jahrhunderts erfolgte dann eine Aufstockung und 1862 ein Ladeneinbau für den Seifensieder Christian Heinrich Flinzberg. Christian Meyer setzte dabei die Eingangstür des Ladens auf die rechte, die Haustür auf die linke Seite des massiven Erdgeschosses und verputzte das Fachwerk der Obergeschosse. Das traufständige Haus mit sechs Fensterachsen wird vertikal durch profilierte Gesimse gegliedert. Zwei Schleppgauben treten hinter der ebenfalls profilierten Traufe zurück. Zum Nachbarhaus Nr. 19 verläuft eine Feuergasse, deren Eingang durch eine Vitrine geschlossen wird. Beachtenswert ist das Türblatt der Haustür aus dem 18. Jahrhundert mit geschweiften Füllungen. |      |
| Judengasse 18 (Standort) Wohn- und Geschäftshaus D-4-63-000-171                          | Das im Südgiebel mit dem Baujahr 1899 bezeichnete dreigeschossige Mansarddachhaus prägt mit seinem markanten Eckerker im Stil der Neurenaissance die Straßenkreuzung vor dem Judentor. Baurat Carl Kleemann errichtet das Wohn- und Geschäftshaus für den Kaufmann August Mönch. Rückwärtig schlossen sich einige Nebengebäude an. 2004 wurde der Laden in ein Restaurant umgebaut. Die sechs auf vier Fensterachsen des Oberbaus sind zur Judengasse hin in Einzel- und Doppelfenster gruppiert. Der fünfseitige Erker mit welscher Haube ruht auf einer Dreiviertelsäule und wulstförmigem Erkerfuß und erstreckt sich oberhalb der abgeschrägten Erdgeschosskante über die zwei Obergeschosse und das Dachgeschoss. Besonderen Schmuck erhält das Haus durch den Abschluss der Hauptfassade in Form einer breiten zweigeschossigen, von Volutenstützen gerahmten Ziergaube. Das Doppelfensterpaar der Gaube ist durch gebänderte Lisenen gefasst, darüber ein Ädikulaaufsatz mit zwei kleineren Fenstern und ornamentiertem Dreiecksgiebel. |      |
| Judengasse 19 (Standort) Wohnhaus, ehem. Gasthaus Rizzibräu D-4-63-000-674               | Bereits vor dem Generalumbau des zweiflügeligen dreigeschossigen Fachwerkeckbaus 1859 befand sich in dem bis dahin zweigeschossigen Satteldachhaus, dessen Baujahr nicht bekannt ist, die Gaststätte Roßbräu. Bei der Neugestaltung, die Friedrich Böhm für den Bäckermeister Carl Flinzberg ausführte, erhielt das Haus ein drittes Geschoss und ein flaches Walmdach sowie eine gleichmäßige Fassadengliederung. 1895 führte ein Ladeneinbau erneut zu einer Umgestaltung. Die Gaststube im Erdgeschoss wurde in die Nordostecke des Seitenflügels versetzt. Der Laden im Hauptgebäude erhielt eine Tür und ein Schaufenster. 2012/13 wurden in das Gebäude im Rahmen einer Sanierung 21 kleine Wohnungen eingebaut. Durch eine baufluchtbedingte Schrägstellung des Seitengebäudes weist das Eckhaus einen nahezu trapezförmigen Grundriss auf. Den einzigen Schmuck an den sonst schlichten Fassaden fügte 1922 Gottlieb Angermüller in Form von neubarocken Kartuschen zwischen den Fenstergruppen des ersten Obergeschosses und glatten Ecklisenen, die über dem Erdgeschoss einsetzen, hinzu. |      |
| Judengasse 21 (Standort) Wohn- und Geschäftshaus D-4-63-000-675                          | Das weit aus der Bauflucht vorspringende dreigeschossige Walmdachhaus mit verputztem Fachwerkobergeschoss stammt aus dem Jahr 1766. Der schmale, drei auf einachsige Bau ließ sich der Schleifer Johann Michael Michel errichten. Der Tuchmachermeisters Bernhard Nistler sah sich 1828 gezwungen, die vordere Außenwand wegen Baufälligkeit ersetzen zu lassen. Hierdurch erhielt sie eine neue Symmetrie mit einem seitlichen Haus- und mittigen Ladeneingang in drei gleich großen Öffnungen. 1907 wurde an der Schmalseite ein Schaufenster eingebaut. Da dies die einzige Baumaßnahme der jüngeren Baugeschichte war, ist die Bausubstanz des 18. Jahrhunderts gut erhalten. |      |
| Judengasse 24 (Standort) Wohn- und Geschäftshaus D-4-63-000-172                          | Es gibt Hinweise darauf, dass an dieser Stelle bereits 1480 eine Bäckerei existierte, über Aussehen und Aufbau des Gebäudes ist jedoch nichts bekannt. Der Kern des heutigen Hauses stammt aus dem 16. oder 17. Jahrhundert. 1864 ist als Eigentümer des zweigeschossigen Traufseithauses der Bäckermeister August Rau eingetragen, der 1886 von Maurermeister Christian Hutschgau ein Ladenfenster im Stil der vorhandenen Eingangstür einbauen ließ. 1912 erfuhr die Erdgeschossfassade gravierende Umbauten. In den linken Teil wurde anstelle zweier Fenster ein Schaufenster mit Ladentür eingebaut. Rechts daneben entstand ein zweiter Laden für Bäckermeister Carl Claus. Seine Bäckerei wurde 1923 zur Keksfabrikation umgebaut. In den Jahren 1800, 1864, 1886 und 1912 gab es Umgestaltungen der symmetrischen Fassade durch Schmuckelemente wie Pilastereinfassungen, zweier profilierter Segmentbögen mit Keilsteinen mit der Bezeichnung AR für August Rau sowie einem verkröpften Sturzprofil. Auffallend ist die unregelmäßige Fensteranordnung mit sieben Achsen, die wahrscheinlich durch die Entfernung eines Fensters in der linken Fassadenhälfte entstanden ist. Das Fachwerk des Obergeschosses ist verputzt. Drei Schleppgauben gliedern das steile Satteldach. |      |
| Judengasse 26 (Standort) Wohn- und Geschäftshaus D-4-63-000-173                          | Das dreigeschossige Traufseithaus wurde 1611 als „ganz ruiniert“ und 1658 als „eingefallen“ beschrieben. Das heutige Haus müsste demnach gegen Ende des 17. Jahrhunderts oder kurz danach erbaut worden sein. Es hebt sich durch seine Geschosszahl von den zweigeschossigen Nachbarhäusern ab, behält aber deren Firsthöhe bei. Dadurch ergibt sich eine flachere Dachneigung. Auch behält der heute verputzte Fachwerkbau auf massivem Erdgeschoss, einem vorkragenden zweiten Obergeschoss mit einer engen Reihung von fünf Fenstern, die sich im durch ein Profilgesims abgesetzten ersten Obergeschoss wiederholt und einem weiten Dachüberstand das Erscheinungsbild der Nachbarbauten bei. Die Fassade des Erdgeschosses wurde im Laufe des 19. und 20. Jahrhunderts viermal verändert. 1911 wurden auch bei einem Ladenumbau die Zwischenwände entfernt und dadurch der Laden bis in das Hinterhaus verlängert, das der damalige Besitzer, Hutmacher Karl Hagedorn, 1868 hat abbrechen und neu bauen lassen. Das moderne Erscheinungsbild des Erdgeschosses in Travertinverkleidung mit zwei Eingängen und mittlerem Schaufenster entstand 1971/72, 1992 wurden die Fenster erneuert. |      |
| Judengasse 27 (Standort) Wohn- und Geschäftshaus D-4-63-000-676                          | Der aus dem 17. Jahrhundert stammende Traufseitbau wurde 1876 für den Taxator Timotheus Horschel um ein Stockwerk von zwei auf drei Geschosse erhöht. Dem vierachsigen Erdgeschoss mit Ladeneinbau und zwei Eingängen entsprechen die Fensterachsen der Obergeschosse mit einem Fensterpaar und zwei Einzelfenstern, die im zweiten Obergeschoss deutlich höher sind. Die Firsthöhe wurde beim Dachausbau 1974 auf Kosten einer flacheren Neigung des Daches an die Nachbarhäuser angeglichen. Dadurch tritt die einzige Hausgaube stark in Erscheinung. Ein vorhandenes Rückgebäude wurde 1984/85 modernisiert und umgebaut. |      |
| Judengasse 29 (Standort) Wohn- und Geschäftshaus D-4-63-000-174                          | Die Konstruktion des Dachstuhls dieses zweigeschossigen Traufseithauses deutet auf seine Entstehung in der zweiten Hälfte des 15. Jahrhunderts hin. Typisch für diese Zeit ist die Fassadengliederung in fünf Fensterachsen und ein hohes Satteldach. Johann Nicolaus Heyn fügte 1791 im Auftrag des Schreinermeisters Ludwig Eckardt, der das Haus 1789 dem Kassier Johann August Brückner abgekauft hatte, an der Straßenseite Fenster hinzu, baute Dachgauben ein und vergrößerte das Rückgebäude. Das in Fachwerk ausgeführte Obergeschoss wurde im Zuge des Umbaus verputzt (1950 erneuert). 1871 wurde für den Hafner August Eckardt im Erdgeschoss ein Töpferladen eingebaut und dabei die seitlichen Einfassungen mit genuteten Bändern, die feine Ohrung der Erdgeschossfenster und das aufwändige Portal mit seinem fein profilierten Keilsteinrahmen und gesprengtem Dreiecksgiebel mit Vaseneinsatz geschaffen. |      |
| Judengasse 30 (Standort) Wohn- und Geschäftshaus D-4-63-000-677                          | 1700 wurde das Haus als „alter Bau mit drei Stockwerken, einer Stube und einem Keller“ beschrieben. 1866 war Antoinette Wagner Eigentümerin des dreigeschossigen Eckhauses mit Satteldach. Sie ließ von Georg Meyer die bestehenden Sandsteinverzierungen ausführen. 1937 eröffnete die Städtische Sparkasse in dem Gebäude eine Filiale. Das zur Judengasse hin traufständige Satteldachhaus wird durch vier Fensterachsen gegliedert, deren linke über dem Hauseingang im Erdgeschoss auf das Treppenhaus deutet. Das erste Obergeschoss kragt über dem Erdgeschoss mit seinen zwei Schaufenstern und dazwischen mittiger Ladentür vor. Beide Fachwerk-Obergeschosse sind verputzt. Die Giebelseite in der Walkmühlgasse wird von nur wenigen Fenstern und einer Einfahrt in den rückwärtig gelegenen Hofbereich durchbrochen. 1951 wurden alle Fenster des Hauses erneuert. |      |
| Judengasse 31 (Standort) Wohn- und Geschäftshaus D-4-63-000-175                          | R. Wessels datierte die Erbauung des zweigeschossigen Traufseithauses auf die Zeit um 1600. Die Trauf- und Firstlinie des Nachbarhauses Nr. 29 wurde aufgenommen. Dadurch entstand ein gewisser Reihenhauscharakter. 1872 wurde das Haus durch Bernhard Brockhardt grundlegend umgebaut, wobei die Fachwerkaußenwände im Erd- und Obergeschoss durch massive Wände ersetzt wurden. Zahlreiche Innenwände in beiden Geschossen wurden versetzt, die Treppenaufgänge geändert, der rückwärtige linke Anbau entfernt und ein neues Hinterhaus auf der rechten Hofseite angefügt. Die straßenseitige Fensteraufteilung blieb bei den Umbauten erhalten, lediglich Sockel-, Gurt- und Traufgesims sowie Fensterrahmungen mit Sohlbank- und Sturzgesimse im Obergeschoss fügte man hinzu. Für Schlossermeister Friedrich Buhmann wurde 1874 ein Rückgebäude auf der rechten Gartenseite an das Hinterhaus gebaut, das 2004 wieder abgerissen wurde. Die zwei Dachgauben wurden 1909 erneuert, ein Jahr später die Fenster im Erdgeschoss durch zwei große Schaufenster für einen Laden ersetzt. 2004 wurden sämtliche Geschosse zu abgeschlossenen Wohnungen umgebaut. |      |
| Judengasse 33 (Standort) Wohn- und Geschäftshaus D-4-63-000-176                          | Um 1700 als zweigeschossiges Gebäude wie die Nachbarhäuser erbaut und 1849 von Zimmermeister Friedrich Böhm für den Drechslermeister Friedrich Victor Krämer um zwei Stockwerke erweitert, ist dies das einzige viergeschossige Wohnhaus in diesem Abschnitt der Judengasse. Die Firsthöhe des Traufseithauses blieb dabei erhalten, die Dachneigung und die Geschosshöhen entsprechend verringert. Die Obergeschosse des Gebäudes sind in Fachwerk ausgeführt. 1865 passte Baumeister Böhm für Seilermeister Stephan Müller Tür und Fenster im Erdgeschoss der Flucht der anderen fünf Fensterachsen an, wobei die Eingangstür mit Türblättern mit geschwungener Füllung aus dem 18. Jahrhundert nach rechts versetzt wurde. 1909 ließ Seilermeister Ludwig Müller durch das Baugeschäft Bernhard Brockardt ein dreigeschossiges Rückgebäude an der rechten Hofseite errichten. |      |
| Judengasse 36 (Standort) Wohnhaus, ehem. zum Weißen Ross D-4-63-000-177                  | Seit 1885 ist das Gasthaus zum Weißen Ross als zweigeschossiges Gebäude mit vier Stuben und einem Keller beschrieben. Der Vorgängerbau entstand um 1700. Von diesem bereits durch den Nachbarbau 1712 erweiterten Haus sind nur wenige Innenwände und die Rückwand im Erd- und erstem Obergeschoss erhalten geblieben. 1910 wurde das Haupthaus neu errichtet, 1920 folgte der Einbau zweier Tore zur Straßen- und Hofseite. Unter Leitung des Metzgermeisters und Gastwirtes Georg Schinzel entwickelte sich die Gaststätte Weißes Ross zu einem bekannten Speiselokal. Im Oktober 1922 war das Gasthaus Gründungsort der Coburger NSDAP-Ortsgruppe. Ab 1968 gab es mehrere Pächterwechsel, zuletzt im Jahr 2004. Seit 2007 ist die Gaststätte geschlossen. Der dreigeschossige Jugendstilbau von 1910 mit sechs Fensterachsen wird bestimmt von Korb- und Segmentbögen mit Keilsteinen im Erdgeschoss. Zwischen zwei im Mansarddach angeordneten Schleppgauben bestimmt ein mächtiger geschweifter Zwerchhausgiebel mit zweimal zwei Fensterachsen und stuckiertem Dekor die Straßenseite. |      |
| Judengasse 37 (Standort) Wohn- und Geschäftshaus D-4-63-000-678                          | Das zur Straßenseite zweigeschossige, zur Hofseite ursprünglich nur eingeschossige Traufseithaus stammt aus dem 18. Jahrhundert. 1886 ließ der Metzger und Bierwirt August Wilhelm die Rückseite um ein Geschoss erhöhen. Dabei entstanden ein neuer Giebel und das die Front prägende Zwerchhaus. Das sechsachsige Obergeschoss, das durch das mittige dreiachsige Zwerchhaus abgeschlossen wird, ist vom Erdgeschoss durch ein durchlaufendes Band getrennt. 1970 umfasste man Fenster und Eingangsportal im Erdgeschoss mit glatten, aufgeputzten Bändern und 1986 erhielten die Fenster im Obergeschoss und im Zwerchhaus profilierte Rahmen. Da das Nachbargrundstück zur Viktoriastraße hin unbebaut blieb, zeigt sich diese Hausseite als fünfachsiger Satteldachbau mit unregelmäßiger Durchfensterung. Ein Rückgebäude aus der Ursprungsbebauung ließ 1863 der Blechschmiedemeister Eduard Baum für seine Zwecke umbauen. |      |
| Judengasse 38 (Standort) Wohn- und Geschäftshaus D-4-63-000-679                          | 1700 beschrieb das Kataster dieses Gebäude als „altes Eckhaus mit zwei Stockwerken, zwei Stuben, einem Gewölbe und einem Keller“. 1860 ließ Webermeister Nicol Weiß durch C. Pilz das Haus um ein Fachwerkgeschoss erhöhen, das ursprüngliche Satteldach durch ein Walmdach ersetzen und ein Zwerchhaus einbauen. 1976 erfuhr das Haus eine grundlegende Umgestaltung. Als erstes seiner Art in Coburg entfernte man bei einem Ladeneinbau einen Teil des Erdgeschosses und stellte die Fassade auf Stelzen. Die dadurch entstandene Passage zieht sich durch die angrenzenden Neubauten bis zur Hausnummer 48. Trotz dieses Eingriffs zeigt das Haus immer noch die charakteristischen Merkmale der Bauzeit: sechsteilige hohe Fenster, profilierte Holzstöcke, zurückspringende Schleppgauben und ein hoher Schornstein auf dem Walmdach. Auch der Verzicht auf optische Geschossunterteilungen ist zeitgemäß. |      |
| Judengasse 43/45 (Standort) Wohn- und Geschäftshäuser D-4-63-000-680                     | Anstelle des dreigeschossigen Doppelhauses aus dem Jahr 1881 standen vorher zwei kleinere Einzelhäuser. Kommerzienrat Jacob Mayer ließ diese für seine Samen- und Getreidegroßhandlung abbrechen und von Hans Rothbart einen durchgehenden Neubau mit Fachwerkobergeschossen errichten, der als Dreiflügelanlage einen Innenhof umschließt. Die beiden mit Segmentbogenrahmen gleich gestalteten Eingänge befinden sich in der Mitte des Untergeschosses, flankiert jeweils von drei Fenstern mit ebenfalls segmentbogigen Stürzen. Bei den in acht Achsen angeordneten Fenstern des Obergeschosses wechseln gerade und segmentbogige Stürze, im zweiten Obergeschoss gibt es nur gerade Stürze. 1994 wurden in der rechten Haushälfte zwei Seitentüren als Geschäftszugänge eingebaut. An der Rückseite des Gebäudes ist das engmaschige Fachwerk beider Obergeschosse mit Andreaskreuzen zwischen den Treppenhausfenstern sichtbar. Ein breiter Erker in Sandstein mit vier Fensterachsen beherrscht das Erdgeschoss des rechten Hinterflügels. 2004 fügte man der hinteren Südfassade zwei Balkone hinzu. |      |
| Judengasse 44 (Standort) Wohnhaus D-4-63-000-178                                         | Das Ursprungshaus, dessen Erbauung um 1700 erfolgte, wird als Bau mit zwei Stockwerken und zwei Stuben beschrieben. 1827 ließ Metzgermeister Johann Christian Beck im Erdgeschoss einen Laden mit links angeordneter Zugangstür einbauen. Der Hauszugang verblieb als Doppeltür auf der rechten Seite. 1908 wurde das Haus durch Maurermeister Friedrich Kürschner für den Schmiedemeister Bernhardt Wohlfart grundlegend neu gestaltet. Um den Wohnraum zu vergrößern, wich das ursprüngliche Satteldach einem Mansarddach, in das mittig ein zweiachsiges Zwerchhaus mit eigenem Walmdachabschluss und beiderseits davon zweiachsige Schleppgauben eingefügt wurden. Auch die Innenaufteilung der Räume wurde 1908 stark verändert. In neuerer Zeit entfernte man, wie bei den Nachbarhäusern, einen Teil des Erdgeschosses und setzte die Hausfront auf Stelzen, um eine durchgehende Fußgängerpassage zu erhalten. |      |
| Judengasse 46 (Standort) Wohn- und Geschäftshaus D-4-63-000-1171                         | Das Wohn- und Geschäftshaus ist ein dreigeschossiger Traufseitbau mit Satteldach und Zwerchhäuschen. Der Erdgeschossbereich wurde wohl im 18. Jahrhundert und Ende des 18. Jahrhunderts stark umgebaut. Eine weitere Sanierung fand Anfang des 21. Jahrhunderts statt. In dem Gebäude war seit 1683 bis 1929 eine Töpferei. |      |
| Judengasse 50 (Standort) Wohn- und Geschäftshaus D-4-63-000-681                          | Gebeinfunde und die Ausgrabung eines Grabsteins aus dem Jahr 1457 belegen, dass sich an dieser Stelle die von Markgraf Wilhelm II. 1413 genehmigte Hofstatt mit Begräbnisfeld der Coburger Juden befunden hat. Die Gebäude der Hofstatt wurden, da sie am Hahnfluss lagen, traditionell von Rotgerbern und Gerbern genutzt. 1896 ließ Gerbermeister Heinrich Dietz durch die Firma Bernhard Brockardt als dreigeschossiges und traufständiges Mansarddachhaus in Ziegelbauweise mit Sandsteingliederungen ein dominierendes Vorderhaus an der Judengasse errichten. Dieses Wohn- und Geschäftshaus ignorierte die Proportionen der bestehenden Häuser in diesem Abschnitt der Judengasse. Bis Anfang der 1940er Jahre bestand hier ein Gerbereibetrieb, der als letzter seiner Art in Coburg aus wirtschaftlichen Gründen geschlossen wurde. Durch 1951 erfolgte Ladenumbauten mit Verlegung des Hauseingangs nach links ist die Symmetrie des Erdgeschosses verloren gegangen, während die fünfachsigen Obergeschosse sich noch auf die Mittelachse ausrichten, deren Fenster durch ein profiliertes Sturzgesims hervorgehoben sind. Eine mittig angelegte breite Dachgaube mit einem Doppelfenster bildet den Fassadenabschluss. Rechts und links davon ist je eine Schleppgaube angeordnet. Seit 2003 befindet sich im Erdgeschoss ein Café. Baugeschichtlich von höherem Wert ist das zum seit den 1960er Jahren verrohrten Hahnfluss stehende Rückgebäude. Das dreigeschossige ehemalige Gerberhaus stammt aus dem Jahr 1706 und ist ein Werkstattanbau, den sich der Schwager des damaligen Hausbesitzers Georg Heinrich Röhrig erbaut hatte. Auf einem massiven Erdgeschoss erheben sich die beiden Obergeschosse, giebelseitig in streng orthogonalem Fachwerk, zum Hahnfluss in Ziegelbauweise ausgeführt. Mit den noch vorhandenen Trockenlauben im zweiten Obergeschoss und den Belüftungsöffnungen im Dachgeschoss sind wichtige Funktionsdetails erhalten. 1921 erweitert und mit einem Laubengang im zweiten Obergeschoss versehen, blieben die ehemaligen Fabrikräume in den beiden unteren Geschossen mit ihren drei großen Fenstern bestehen. |      |
| Judengasse 51 (Standort) Wohnhaus (abgebrochen)                                          | [Das Eckhaus, ein verschieferter, traufständiger Satteldachbau, ließ sich der Polizeikommissar Gottlieb Schmidt 1861 von Edmund Berbig erbauen, der auch die rückwärtige Erweiterung 1864 ausführte und das Vorderhaus 1871 für den neuen Besitzer, den Fabrikanten Johann Baudler, aufgestockte. Die Fenster mit ihren Holzstöcken lassen unter dem Verputz eine Fachwerkkonstruktion über dem massiven Erdgeschoss vermuten. Die Fenster, die in den Obergeschossen auf der Nordseite paarweise angeordnet und auf der Flussseite in zwei Achsen gegliedert sind, zeichnen Profilrahmen mit Sturzgesimsen und Zahnschnitt aus. Bemerkenswert ist das dreigeschossige, zur Itz traufständige Rückgebäude. Es ist im Stil der englischen Neugotik mit einem zweiachsigen Mittelrisalit mit achtteiligen Sprossenfenster mit Profilstürzen und einem Dreiecksgiebel sowie einem flachen Satteldach versehen. Das Erdgeschoss ist aufgrund der Hochwassergefahr durch die nahe Itz auffallend hoch angelegt. Trotz Einspruchs des Landesamtes für Denkmalpflege genehmigte die Stadt unter Auflagen den Abbruch des Gebäudes im April 2009, der im Juni 2012 folgte.] |      |
| Judengasse 54 (Standort) Wohn- und Geschäftshaus D-4-63-000-179                          | Das Wohnhaus wurde 1903 durch Paul Schaarschmidt im historisierenden Jugendstil erbaut. Das Eckhaus ist gekennzeichnet durch ein mit bossierten Quadern gestaltetes Erdgeschoss und mit Ziegel und Sandsteingliederungen ausgeführte Obergeschosse. Peter Eichmüller führte im Erdgeschoss von 1903 bis 1930 ein Sanitäts- und Parfümeriegeschäft mit einem angeschlossenen Friseursalon. |      |
| Judengasse 56 (Standort) Wohnhaus, ehem. Gasthaus Mönch D-4-63-000-180                   | Bernhard Brockardt erbaute 1878 für den Restaurateur Johann Mönch ein Wohnhaus mit Restaurant. Der Vorgängerbau an dieser Stelle, ein Stadel aus dem Anfang des 18. Jahrhunderts, musste dem Neubau mit sichtbarem Fachwerk an den Traufseiten und massivem Erdgeschoss und Giebelseiten weichen. 1912 veränderte Christoph Kürschner den Bau im Auftrag des Gastwirts Carl Mönch im Stil des späten Historismus. Hierbei verputzte man die Fassade und baute das Satteldach zu einem höheren Walmdach um, wodurch das Haus zur Judengasse hin zweigeschossig mit ausgebautem Dachgeschoss erscheint, an der Rückseite jedoch dreigeschossig. Im Zuge dieses Umbaus erhöhte man das vorhandene dreiachsige Zwerchhaus, schloss es mit einer geschwungenen Giebellinie ab und fügte einen Filialgiebel auf Konsolen hinzu. An der linken Hausseite errichtete man einen Dachturmerker mit Glockenhaube. Ist das Erdgeschoss noch in sechs Fensterachsen gegliedert, sind es im Ober- und Dachgeschoss nur noch vier. Das anschließende ehemalige Gartengrundstück mit altem Baumbestand war bis in die 1980er Jahre im Sommer bewirtschaftet und wurde dann zum Parkplatz umgebaut. An der Nordwestecke erhielt das Haus 1925 einen zweigeschossigen Anbau zwischen Vorder- und Hinterhaus und 1999 einen Balkon an der Westseite. Der Gasthof ist seit 2003 geschlossen. |      |